# John Chandos
Ne doit pas être confondu avec Chandos.
John Chandos, aussi nommé « Jean Chandos » en français, né vers 1320 dans le Derbyshire et mort le 31 décembre 1369 à Valdivienne, est considéré comme le plus grand capitaine anglais de la première phase de la guerre de Cent Ans.

## Biographie
Né dans le Derbyshire vers 1320 d'une lignée de petite noblesse, c'est grâce à ses talents militaires qu'il réussit à s'imposer dès le début de la guerre. En 1339, il se fait remarquer par le roi Édouard III lors du siège de Cambrai et est, à partir de ce moment, de toutes les expéditions. Il le conseille lors de la chevauchée de Normandie en 1346. À Crécy, c'est lui, en réalité, qui commande l'armée du prince Édouard, le futur Prince Noir, celle qui est à l'avant-garde et qui subit la charge de l'ost du roi de France. Après le siège de Calais, le roi lui confie la formation militaire de son fils. En 1349, il est parmi les membres fondateurs de l'ordre de la Jarretière.
En 1355 et 1356, il conseille et seconde le Prince Noir dans son combat contre le roi Jean II. Il dirige une des colonnes anglo-gasconnes, lors de la chevauchée vers le Languedoc de 1355, et pendant celle vers le Poitou de 1356 sa compagnie prend, pille et brûle Aubigny puis rejoint le gros de la troupe d'Édouard à Romorantin. Plus que le prince de Galles, médiocre militaire, il peut être considéré comme le vainqueur de la bataille de Poitiers.
En 1360, Édouard III lui fait suffisamment confiance pour être l'un des négociateurs du traité de Brétigny. En 1361, il est fait connétable d'Aquitaine et lieutenant-général de tous les territoires français passés entre les mains de l'Angleterre. Le roi d’Angleterre lui fait également don de la forteresse de Saint-Sauveur-le-Vicomte en Normandie.
Le 29 juillet 1361, missionné par le roi Édouard III, il part de Saint-Sauveur-le-Vicomte, se rend à Paris où il essaie vainement de rencontrer Jean II. Puis, de septembre 1361 à mars 1362, il parcourt tous les territoires cédés ou rétrocédés à l'Angleterre par le traité de Brétigny (Poitou, Basse Saintonge, Angoumois, Limousin, Périgord, Cahorsin etc.). Il prend possession des villes et châteaux, reçoit les serments d'allégeance des seigneurs et des autorités locales au roi d'Angleterre, et met en place une nouvelle administration.
En 1364, le roi envoie Chandos en Bretagne assister le duc Jean IV dans son combat contre le prétendant Charles de Blois, favori du roi de France. Les troupes de Charles sont, elles, commandées par Bertrand du Guesclin. En août, Chandos assiège Auray, acquise au prétendant. Le 29 septembre, du Guesclin tente de dégager la ville, mais son intervention tourne au désastre. Du Guesclin est capturé ; Charles de Blois est tué pendant le combat :123:462. La bataille d'Auray met fin à la guerre de Succession de Bretagne.
En 1366, il seconde à nouveau le Prince Noir en Espagne pour remettre sur son trône Pierre Ier de Castille, que son demi-frère, Henri II, acquis à la France, a renversé. L'armée de celui-ci est commandée par du Guesclin qui se retrouve de nouveau face à face à son ancien adversaire. Le 3 avril 1367, les deux capitaines s'affrontent à Nájera, à mi-chemin entre Pampelune et Burgos. Les troupes de Henri II sont enfoncées, du Guesclin est de nouveau le prisonnier de Chandos:268.
En 1369, le Prince Noir le nomme sénéchal du Poitou.
La guerre est alors en train de reprendre contre la France. Le 31 décembre, il est blessé mortellement par la lance de Guillaume Boitel ou la flèche d'Alain de Guigneux lors d'une escarmouche près du pont de Lussac-les-Châteaux. Transporté à Morthemer, il meurt. Regretté par Édouard III, il l'est aussi par Bertrand du Guesclin, qui admirait son courage et son talent militaire.
Il a été inhumé en l'église de Morthemer. Son tombeau a peut-être disparu lors de travaux de restauration au XIXe siècle, mais l'épitaphe a été préservée :
Je Jehan Chandos, des Anglois capitaine,

Fort chevaler, de Poictou seneschal,

Après avoir faict guerre très lointaine

Au roi françois tant à pied qu’à cheval

Et pris Bertrand de Guesquin en un val,

Les Poictevins près Lussac me defirent

A Mortemer mon corps enterrer firent.

En une cercueil élevé tout de neuf

En l'an de grâce divine MCCCLXIX

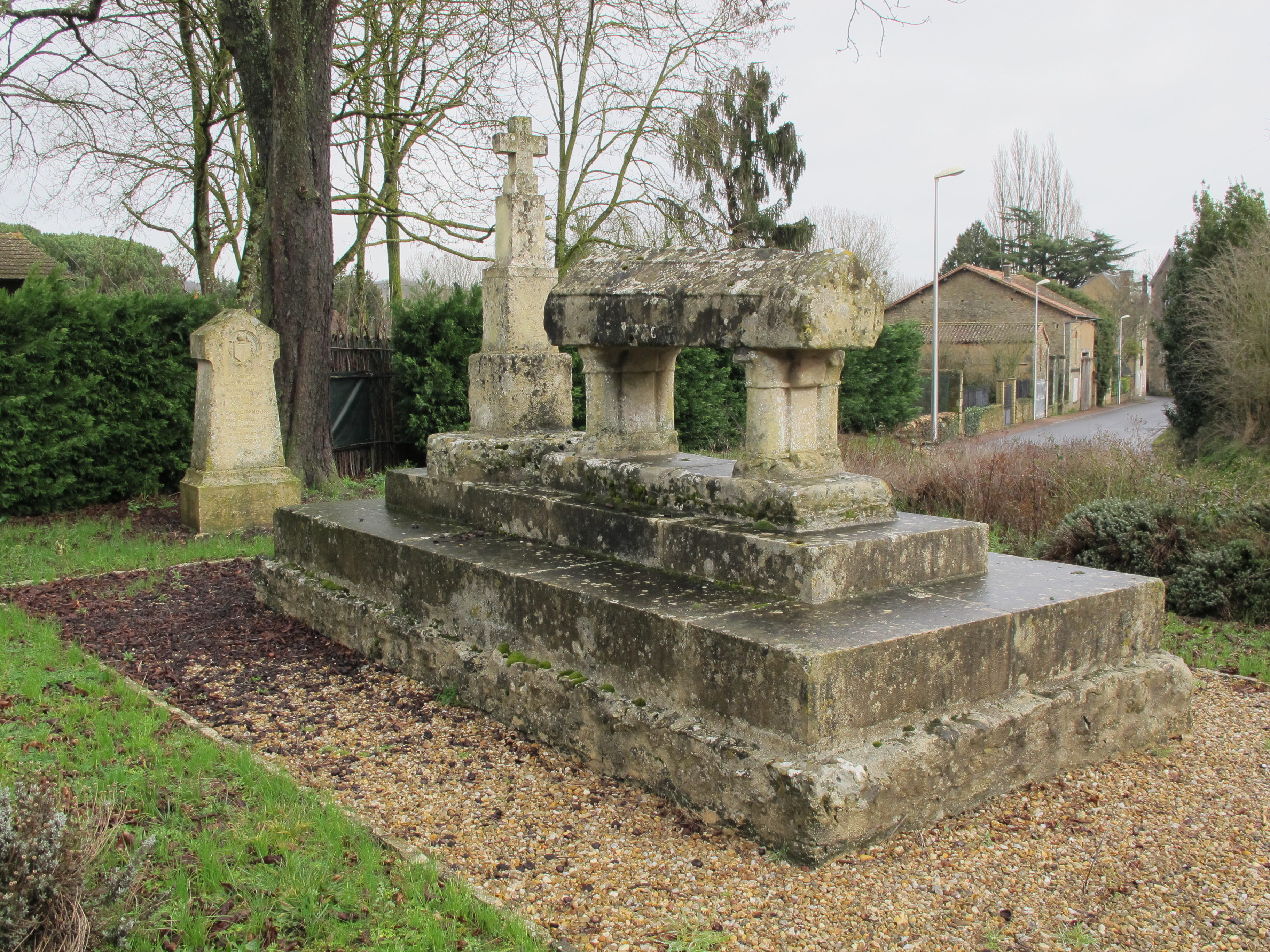
Cénotaphe de Jean Chandos à Mazerolles.
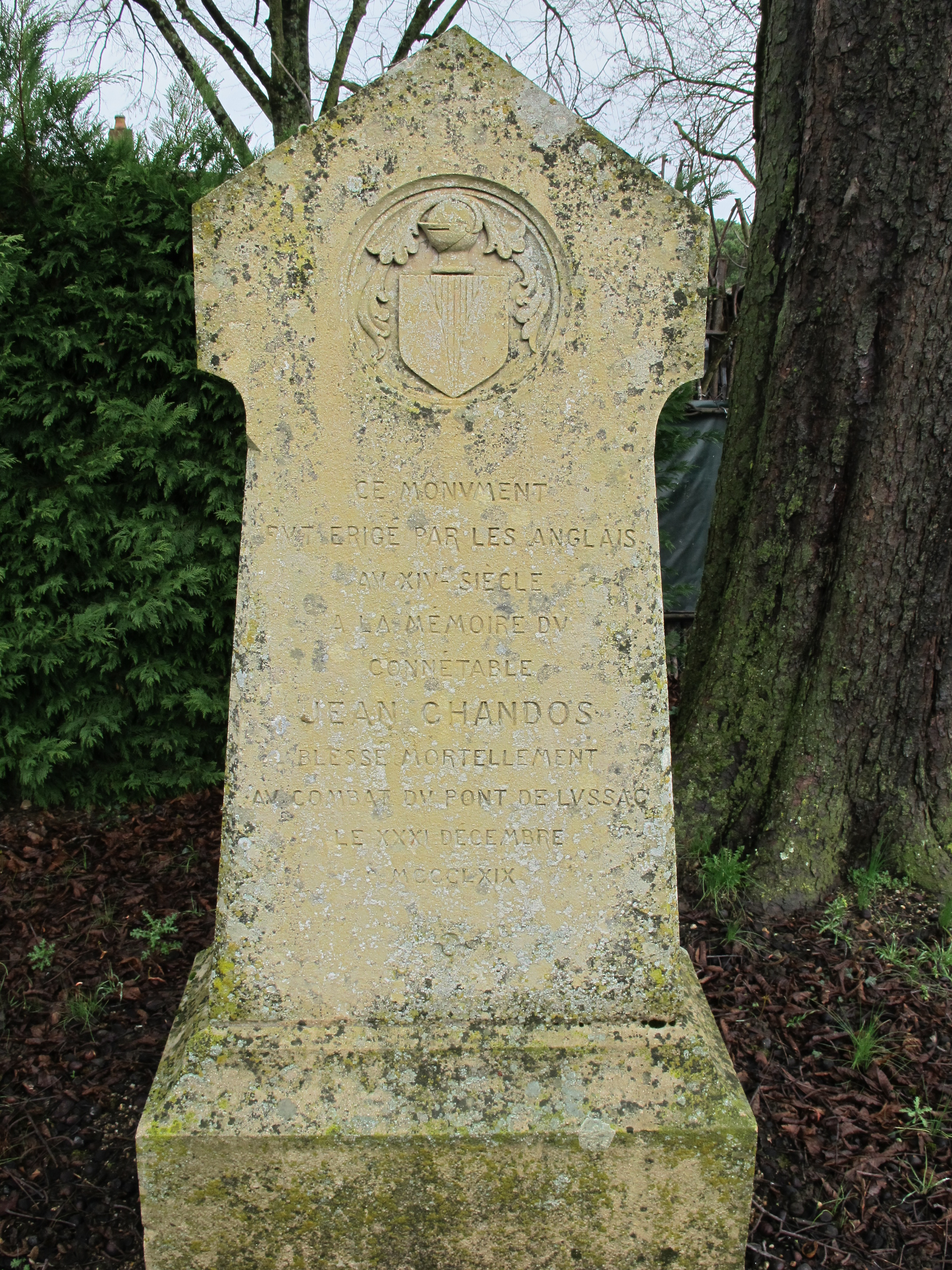
Détail de la stèle.

Peu après sa mort, un cénotaphe est érigé en sa mémoire par les autorités anglaises sur les rives de la Vienne où a eu lieu le combat. Déplacé au XIXe siècle pour le protéger des crues par la société d'histoire locale, il est classé aux Monuments Historiques en 1909 et est aujourd’hui visible dans un petit jardin aux Aubeniaux, entre la rue Jean Chandos et la route de Gouex, sur la commune de Mazerolles.